# Kata (football)
Pour les articles homonymes, voir Kata (homonymie).
Nuno Miguel da Cunha surnommé Kata (né le 12 mai 1978 à Marrazes, au Portugal) est un footballeur portugais. Il a joué principalement dans différents clubs portugais au poste de milieu central mais aussi au poste de milieu défensif. Kata est actuellement un joueur du CD Fátima, avec qui il dispute la troisième division portugaise.

## Carrière
Kata commence sa carrière avec le SC Leiria e Marrazes en quatrième division. Après une relégation pour sa première saison, il se maintient au club une deuxième saison. Par la suite il rejoint le GDR Bidoeirense et effectue la quatrième division de nouveau. Le CD Torres Novas, le flaire et le recrute pour la saison 1998-1999, il réalise une belle saison en faisant une saison pleine.
Le Sporting Braga vient le recruter la saison suivante. Il ne s'impose pas en équipe première, mais joue la meilleure partie de son temps en réserve. Il réalise une saison mitigée mais joue tout de même treize rencontres de championnat en troisième division. Kata prend sa chance ailleurs, et va trouver un nouveau souffle avec le CD Fátima. Joueur important dans l'effectif, il réalise cinq buts pour trente-six rencontres de championnat.
Par ailleurs, il s'envole cette fois au CD Feirense pour disputer une nouvelle fois la troisième division, il fait une saison pleine. Kata voit sa carrière progresser vers le haut, et le SC Beira-Mar vient le chercher pour disputer la première division. L'entraîneur António Sousa le recrute, et grâce à lui il réalise dix-neuf rencontres de championnat. Pour sa deuxième saison il confirme, et réalise trente-deux matchs pour un but en championnat.
C'est alors que l'Europe s'ouvre à lui. Il signe par la suite au Servette FC, et découvre ainsi la première division suisse. Il joue tout de même quatorze rencontres de championnat, cependant il ne reste pas et part durant le mercato hivernal au Stade brestois 29 pour disputer la deuxième division française, où il effectue quinze rencontres de championnat avec le club breton.
Cependant il ne reste pas, et revient au Portugal et signe pendant la saison 2005-2006 à l'União Leiria. Utilisé principalement en remplaçant il ne s'impose pas pour sa première saison. Sa deuxième saison à Leiria, n'est guère mieux et ne joue pas plus de deux rencontres de championnat. C'est ainsi qu'il fait ses bagages et rejoint le FC Vizela en deuxième division afin d'obtenir plus de temps de jeu. Pour sa première saison il joue vingt-neuf rencontres et deux buts en championnat, et pour sa deuxième saison il y joue dix-neuf rencontres de championnat.
Kata revient par la suite au CD Fátima et dispute ainsi la deuxième division. Auteur de deux saisons pleines, il ne parvient pas à sauver le club de la relégation pendant la saison 2010-2011. Cependant il reste au club, et évolue toujours avec le Fátima en troisième division, où il effectue trente-trois matchs de championnat.

## Statistiques
| Saison                | Club                  | Championnat           | Championnat | Championnat | Coupe nationale | Coupe nationale | Coupe de la Ligue | Coupe de la Ligue | Compétition(s) continentale(s) | Compétition(s) continentale(s) | Compétition(s) continentale(s) | Total | Total |
| Saison                | Club                  | Division              | M.          | B.          | M.              | B.              | M.                | B.                | Comp.                          | M.                             | B.                             | M.    | B.    |
| 1995-1996             | SC Leiria e Marrazes  | 4                     | -           | -           | -               | -               | -                 | -                 | -                              | -                              | -                              | 0     | 0     |
| 1996-1997             | SC Leiria e Marrazes  | 5                     | -           | -           | -               | -               | -                 | -                 | -                              | -                              | -                              | 0     | 0     |
| Sous-total            | Sous-total            | Sous-total            | -           | -           | -               | -               | -                 | -                 | -                              | -                              | -                              | 0     | 0     |
| 1997-1998             | GDR Bidoeirense       | 4                     | -           | -           | -               | -               | -                 | -                 | -                              | -                              | -                              | 0     | 0     |
| Sous-total            | Sous-total            | Sous-total            | -           | -           | -               | -               | -                 | -                 | -                              | -                              | -                              | 0     | 0     |
| 1998-1999             | CD Torres Novas       | 3                     | 31          | 1           | -               | -               | -                 | -                 | -                              | -                              | -                              | 31    | 1     |
| Sous-total            | Sous-total            | Sous-total            | 31          | 1           | -               | -               | -                 | -                 | -                              | -                              | -                              | 31    | 1     |
| 1999-2000             | Sporting Braga R      | 3                     | 13          | 0           | -               | -               | -                 | -                 | -                              | -                              | -                              | 13    | 0     |
| Sous-total            | Sous-total            | Sous-total            | 13          | 0           | -               | -               | -                 | -                 | -                              | -                              | -                              | 13    | 0     |
| 2000-2001             | CD Fátima             | 3                     | 36          | 5           | -               | -               | -                 | -                 | -                              | -                              | -                              | 36    | 5     |
| Sous-total            | Sous-total            | Sous-total            | 36          | 5           | -               | -               | -                 | -                 | -                              | -                              | -                              | 36    | 5     |
| 2001-2002             | CD Feirense           | 3                     | 35          | 2           | 1               | 0               | -                 | -                 | -                              | -                              | -                              | 36    | 2     |
| Sous-total            | Sous-total            | Sous-total            | 35          | 2           | 1               | 0               | -                 | -                 | -                              | -                              | -                              | 36    | 2     |
| 2002-2003             | SC Beira-Mar          | 1                     | 19          | 0           | 1               | 0               | -                 | -                 | -                              | -                              | -                              | 20    | 0     |
| 2003-2004             | SC Beira-Mar          | 1                     | 32          | 1           | 2               | 0               | -                 | -                 | -                              | -                              | -                              | 34    | 1     |
| Sous-total            | Sous-total            | Sous-total            | 51          | 1           | 3               | 0               | -                 | -                 | -                              | -                              | -                              | 54    | 1     |
| 2004-2005             | Servette FC           | 1                     | 14          | 0           | -               | -               | -                 | -                 | C3                             | -                              | -                              | 14    | 0     |
| Sous-total            | Sous-total            | Sous-total            | 14          | 0           | -               | -               | -                 | -                 | -                              | -                              | -                              | 14    | 0     |
| 2004-2005             | Stade brestois 29     | 2                     | 13          | 0           | -               | -               | -                 | -                 | -                              | -                              | -                              | 13    | 0     |
| Sous-total            | Sous-total            | Sous-total            | 13          | 0           | -               | -               | -                 | -                 | -                              | -                              | -                              | 13    | 0     |
| 2005-2006             | União Leiria          | 1                     | 13          | 0           | 1               | 0               | -                 | -                 | CI                             | -                              | -                              | 14    | 0     |
| 2006-2007             | União Leiria          | 1                     | 2           | 0           | 0               | 0               | -                 | -                 | -                              | -                              | -                              | 2     | 0     |
| Sous-total            | Sous-total            | Sous-total            | 15          | 0           | 1               | 0               | -                 | -                 | -                              | -                              | -                              | 16    | 0     |
| 2007-2008             | FC Vizela             | 2                     | 29          | 2           | 2               | 0               | 1                 | 0                 | -                              | -                              | -                              | 32    | 2     |
| 2008-2009             | FC Vizela             | 2                     | 19          | 0           | 4               | 1               | 4                 | 0                 | -                              | -                              | -                              | 27    | 1     |
| Sous-total            | Sous-total            | Sous-total            | 48          | 2           | 6               | 1               | 5                 | 0                 | -                              | -                              | -                              | 59    | 3     |
| 2009-2010             | CD Fátima             | 2                     | 28          | 0           | -               | -               | 4                 | 0                 | -                              | -                              | -                              | 32    | 0     |
| 2010-2011             | CD Fátima             | 2                     | 24          | 1           | 1               | 0               | 3                 | 2                 | -                              | -                              | -                              | 28    | 3     |
| 2011-2012             | CD Fátima             | 3                     | 33          | 0           | 1               | 1               | -                 | -                 | -                              | -                              | -                              | 34    | 1     |
| Sous-total            | Sous-total            | Sous-total            | 85          | 1           | -               | -               | 7                 | 2                 | -                              | -                              | -                              | 92    | 3     |
| Total sur la carrière | Total sur la carrière | Total sur la carrière | 341         | 12          | -               | -               | 12                | 2                 | -                              | -                              | -                              | 353   | 14    |

## Palmarès
Néant